# 賓利3升
賓利3升（Bentley 3 Litre）是賓利的第一款汽車，1919年開始開發，1921年至1929年間按顧客定制要求生產，它比當時跑車界流行的1368 cc 布加迪大得多，重達1800千克，因此引擎也更加強力。1924年，约翰·达夫和弗蘭克·克萊蒙特（Frank Clement）駕駛著它贏下了勒芒24小时耐力赛，是當時世界上最快的汽車之一。

## 外部連結
- Reality television: My brother, my Bentley （页面存档备份，存于）

| 前任： 奔馳60hp | 世界最快汽車 160 km/h | 繼任： 賓利4½升 |